# Libra del Bajo Canadá
La libra del Bajo Canadá o menos conocido como libra bajocanadiense fue la unidad monetaria intermitente de la colonia británica del Bajo Canadá desde 1817 (solo billetes) y 1835 (con acuñación de tokens) hasta 1841 y desde 1849 hasta 1858, y surgió para paliar la escasez de los dólares del ancla de las Indias Occidentales Británicas y luego de los peniques de plata del chelín colonial. 
Tenía paridad con la libra esterlina, con la libra francesa, con los dólares españoles y las piastras mexicanas, por lo que la libra bajocanadiense se subdividía en 20 chelines (240 peniques) o en 480 sous y equivalía a 4 dólares o 4 piastras y por ello circularían a la par pero por la escasez de numerario de las de la metrópoli y a falta de autorización de producir monedas propias, se acuñaron fichas bancarias privadas o bank tokens (en inglés) a partir de 1835.

## Historia
La colonia del Bajo Canadá previamente formaba parte de la provincia de Quebec (1763-1791), con las islas de la Magdalena y la isla de Anticosti desde 1774, ambas en el golfo de San Lorenzo, pero cuando se separaron las dos provincias, el Bajo Canadá perdió las de Magdalena en 1798, devenidas en un señorío —aunque seguía administrándolas hasta 1809, por transferirlas a Terranova— que comenzó a acuñar con ceca en Birmingham su moneda propia del chelín de Islas de la Magdalena en 1815.
También pasaron a Terranova la de Anticosti y la Costa de Labrador en 1809, aunque el Bajo Canadá recobró Anticosti y Magdalena en 1825. En la colonia circulaban los chelines coloniales de «voce populi», «de Pitt» y «de Machin».
Al separarse dicha provincia en Bajo y Alto Canadá, ambas usaron los «tokens del Barco» desde 1810, que circuló a la par de que se emitiese el primer papel moneda de la libra bajocanadiense en 1817 pero como estaba con paridad con el dólar español se siguió utilizando con el dólar del ancla de la América británica que circuló hasta 1831, por comenzar a utilizarse el nuevo chelín colonial hasta 1835.
En este último año el Bajo Canadá acuñó sus primeros tokens propios y con la unificación con el nombre de Provincia Unida de Canadá, la nueva moneda fue llamada libra canadiense desde 1842, circuló en ambas provincias hasta 1849, cuando el Alto Canadá se separó, y volvieron a las libras propias hasta 1858, cuando las dos provincias unidas otra vez crearon definitivamente el dólar canadiense.

## Billetes

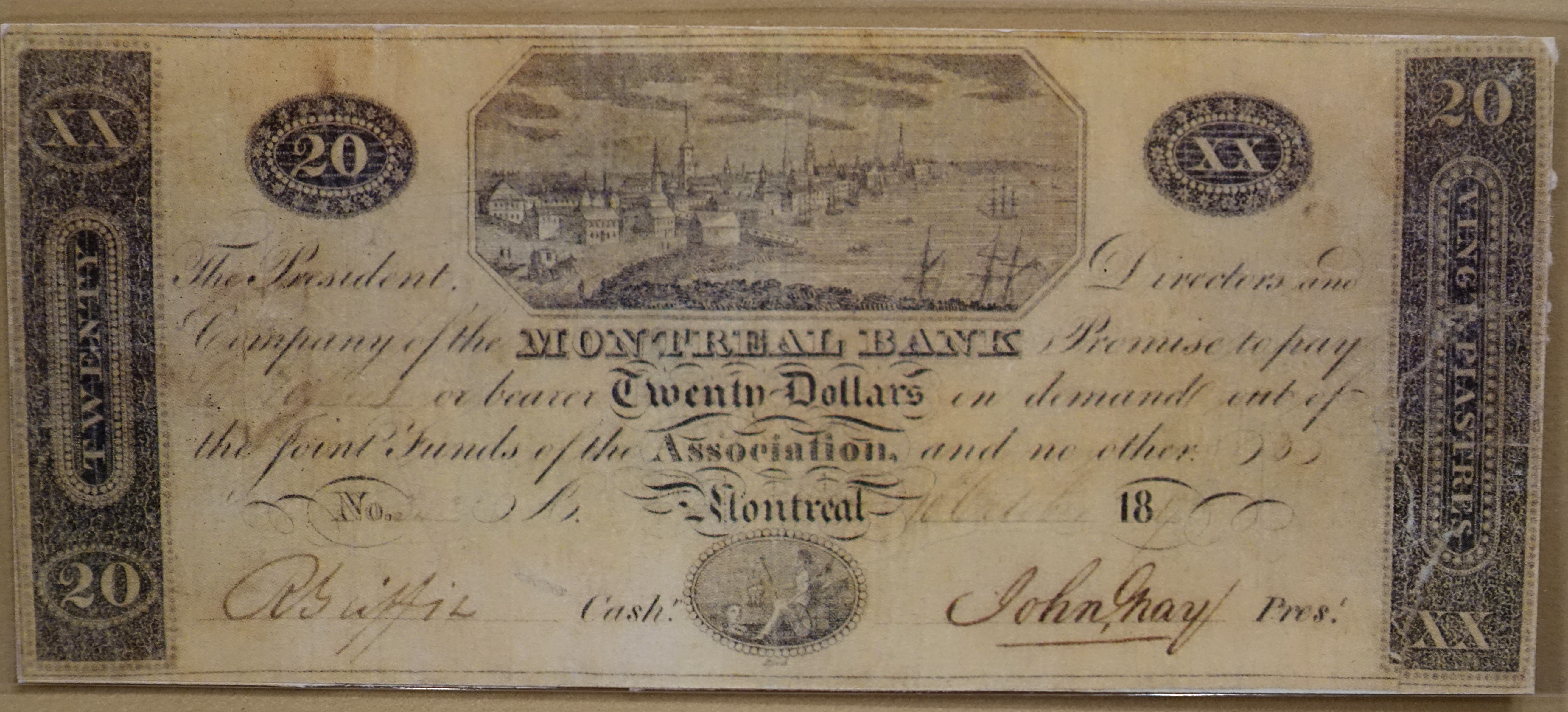
Billete de cien chelines bajocanadienses equivalente a veinte dólares españoles, del año 1817 y emitido por el Banco de Montreal.

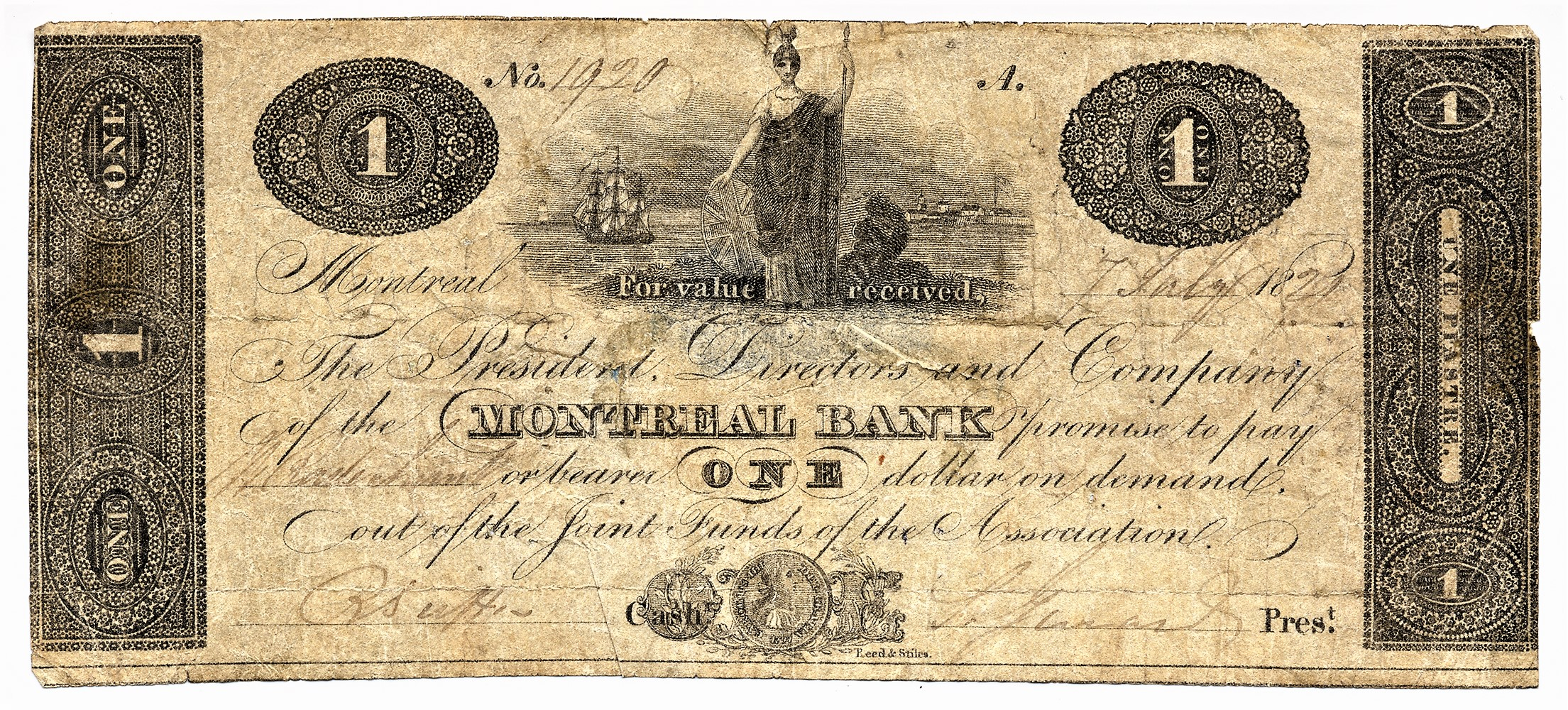
Billete de cinco chelines bajocanadienses equivalente a un dólar español o piastra mexicana, del año 1821 y emitido por el Banco de Montreal.

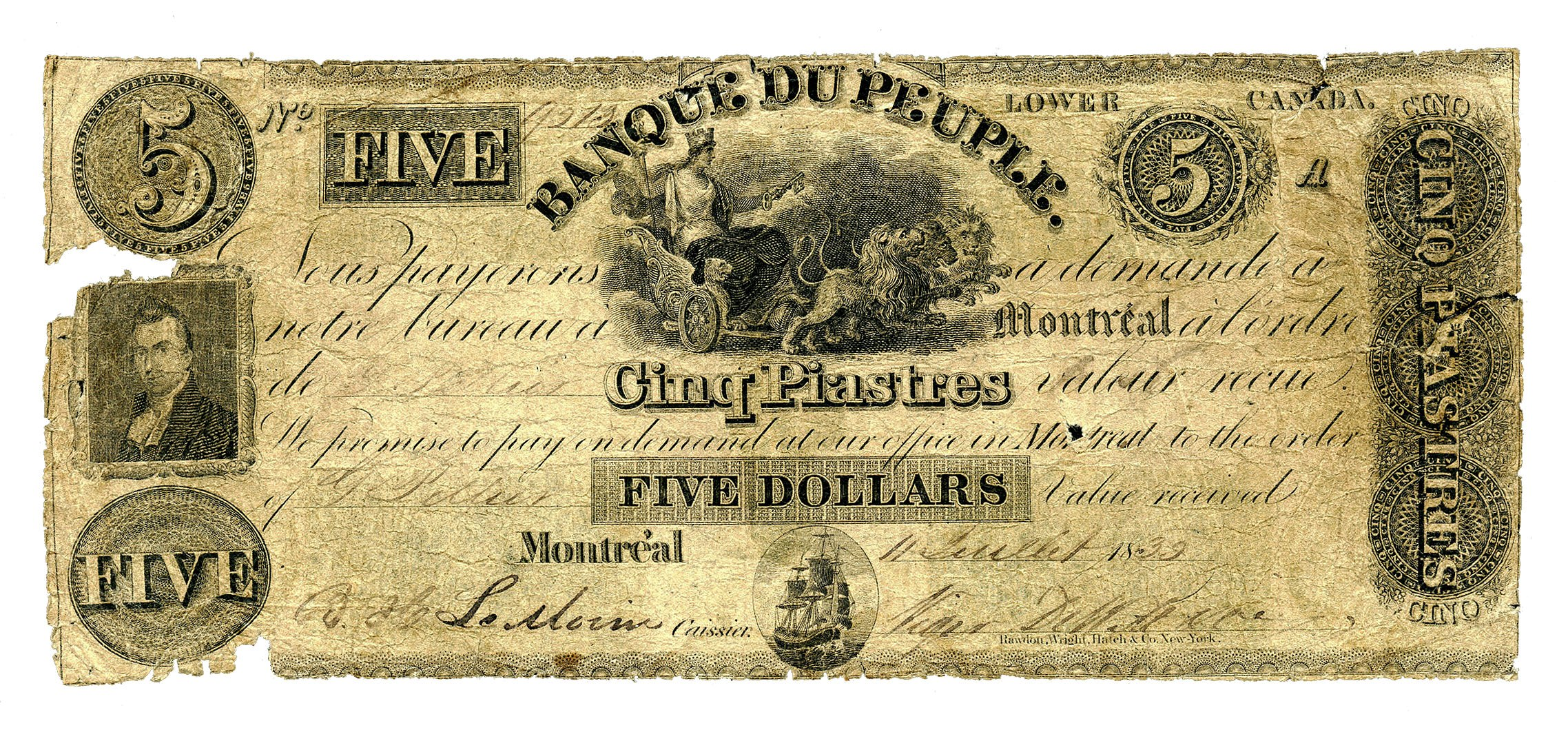
Billete de veinticinco chelines bajocanadienses que equivalían a cinco piastras mexicanas, emitido en 1839 por la Banque du Peuple (Banco del Pueblo).

El Banco de Montreal emitió papel moneda o billetes por primera vez en 1817 por el valor de veinte dólares españoles, o sea cien chelines bajocanadienses, y se siguió utilizando con las monedas de plata del dólar del ancla de la América británica que aparecieron en 1822.
Inicialmente también circularon en la vecina colonia del Alto Canadá hasta que en esta se prohibió en el año 1825. El Banco de Quebec emitió billetes en 1837 de seis peniques (12 sous), 1⁄4 dólar (30 sous o bien 1 chelín con 3 peniques) y 1⁄2 dólar (60 sous o bien 2 chelines con 6 peniques), y en el mismo año el Arman's Bank emitió 5, 10 y 15 peniques (10, 20 y 30 sous).

## Fichas bancarias otokens

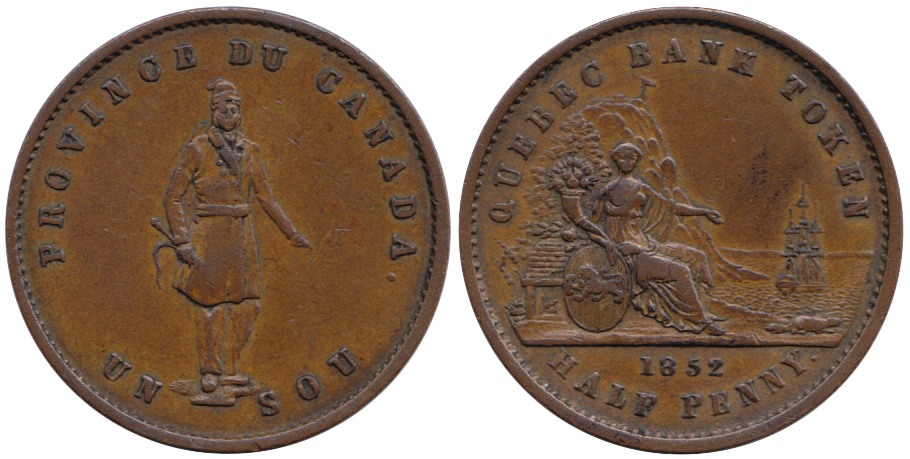
«Token del banco» de un sou-medio penique bajocanadiense de 1852, que conserva el nombre de «Provincia de Canadá».

Por la escasez de monedas circulantes fraccionarias y por la falta de autorización real de acuñar monedas propias, se produjeron de forma privada tokens bancarios de cobre desde 1835 hasta 1841, por la unión con la vecina colonia del Bajo Canadá con el nombre de la incipiente Provincia Unida de Canadá, hasta que aquella con el nombre de Canadá Oeste volvió a utilizar en 1850 los tokens de su libra altocanadiense hasta 1857, por lo cual el Bajo Canadá o bien Canadá Este retomó para la provincia su libra bajocanadiense pero manteniendo el nombre de «Provincia de Canadá». La lista subsiguiente detalla cada una:
- 1 sou-1⁄2 penique o «tokens del ramo» de cobre (todas sin fecha) de 1835, en anverso con ramo de flores con leyenda en inglés: TRADE & AGRICULTURE   LOWER CANADA, y en el reverso con el valor mal escrito en plural y encolumnado: UN SOUS orlado por laureles y con la leyenda: BANK TOKEN   MONTREAL.
- De cobre de 1836 semejante al anterior pero en el reverso difiere la leyenda con el orden de las palabras: BANK OF MONTREAL   TOKEN.
- De cobre de 1837, en el anverso con ramo de flores con una hoja de arce y orlada con la leyenda en francés: AGRICULTURE & COMMERCE   BAS CANADA, y en el reverso con el valor escrito y encolumnado: UN SOU orlado con dos ramas de arces y con la leyenda entre pequeña estrella y gorro frigio: BANQUE DU PEUPLE   MONTREAL.
- De cobre de 1838 semejante a la anterior pero con ramo del anverso y ramos del reverso diferentes y sin estrella ni gorro frigio.
- De latón de 1838 semejante a la anterior.
- De cobre de 1837-1838, en anverso con ramo diferente pero misma leyenda y reverso semejante pero orlado con dos ramas de laureles y la leyenda: TOKEN   MONTREAL.
- «Tokens del habitante» de cobre con año 1837 a 1839 y con año 1852.[9]
- 2 sou-1 penique o «tokens del habitante» de cobre con año 1837 a 1839 y con año 1852.[7]